# Крістоф Зуманн
Крістоф Зуманн (нім. Christoph Sumann; 19 січня 1976, Юденбург, Австрія) — австрійський біатлоніст, дворазовий срібний призер Олімпіади в Ванкувері, бронзовий призер Олімпіади в Сочі, чотириразовий призер чемпіонатів світу, переможець та призер етапів кубку світу з біатлону. Володар малого кришталевого глобусу в сезоні 2009-2010 в заліку індивідуальних гонок. Перший з австрійських біатлоністів хто увійшов до ТОР-3 загального заліку біатлоністів в сезоні 2009/2010 посівши 2 місце. За свою кар'єру здобув 6 перемог на етапах кубку світу з біатлону в особистих змаганнях та чотири рази допоміг це зробити партнерам по естафетній команді.

## Олімпійські ігри
| Змагання            | Спринт | Перес. | Індив. | Мас-старт | Естаф. |
| ------------------- | ------ | ------ | ------ | --------- | ------ |
| Солт-Лейк-Сіті 2002 | DNF    |        | 22     |           | 6      |
| Турин 2006          | 17     | 7      |        | 9         | 17     |
| Ванкувер 2010       | 12     | 2      | 8      | 4         | 2      |
| Сочі 2014           | 24     | 20     | 12     | 27        | 3      |

## Виступи на чемпіонатах світу
| Рік  | Місце проведення     | Інд | Спр | Пр  | МС | Ест | ЗМ |
| 2001 | Поклюка              |     | 12  | 24  |    | 8   |    |
| 2003 | Ханти-Мансійськ      | 10  | 8   | 10  | 29 | 8   |    |
| 2004 | Обергоф              | 66  | 53  | DNF |    | 9   |    |
| 2005 | Гохфільцен           | 42  |     |     |    | 3   |    |
| 2007 | Антхольц             | 11  | 30  | 15  | 7  | 6   |    |
| 2008 | Естерсунд            | 22  | 24  | 17  | 18 | 4   |    |
| 2009 | Пхьончхан            | 17  | DNF |     | 2  | 2   |    |
| 2011 | Ханти-Мансійськ      | 3   | 27  | 22  | 12 | 9   | 7  |
| 2012 | Рупольдінг           | 43  | 41  | 42  |    | 5   | 21 |
| 2013 | Нове Место-на-Мораві |     |     |     |    | 5   |    |

## Кар'єра в Кубку світу
- Дебют в кубку світу — 7 грудня 2000 року в спринті в Поклюці — 19 місце.
- Перше попадання до залікової зони — 7 грудня 2000 року в спринті в Поклюці — 19 місце.
- Перший подіум — 15 грудня 2001 року в естафеті в Поклюці — 1 місце.
- Перша перемога — 15 грудня 2001 року в естафеті в Поклюці — 1 місце.
- Перша особиста перемога — 21 грудня 2001 року в спринті в Брезно-Осорбліє — 1 місце.

## Список призових місць на етапах Кубка світу
За свою  кар'єру виступів на етапах Кубка світу з біатлону Крістоф 28 разів підіймався на подіум пошани, з них 11 разів (включаючи 6 особистих перемог)на найвищу сходинку та 4 рази був другим. 14 із 28 подіумів Зуманн виборов у складі естафетної збірної. 
| №  | Позиція | Дисципліна           | Етап        | Місце проведення |
| -- | ------- | -------------------- | ----------- | ---------------- |
| 1  | 1       | естафета             | 2001/02 - 2 | Поклюка          |
| 2  | 1       | спринт               | 2001/02 - 3 | Брезно-Осорбліє  |
| 3  | 1       | гонка переслідування | 2006/07 - 6 | Поклюка          |
| 4  | 1       | мас-старт            | 2006/07 - 6 | Поклюка          |
| 5  | 1       | естафета             | 2008/09 - 2 | Гохфільцен       |
| 6  | 1       | мас-старт            | 2008/09 - 4 | Обергоф          |
| 7  | 1       | естафета             | 2008/09 - 4 | Обергоф          |
| 8  | 1       | естафета             | 2009/10 - 2 | Гохфільцен       |
| 9  | 1       | індивідуальна гонка  | 2009/10 - 3 | Поклюка          |
| 10 | 1       | гонка переслідування | 2012/13 - 9 | Ханти-Мансійськ  |
| 11 | 1       | естафета             | 2012/13 - 5 | Рупольдінг       |
| 12 | 2       | естафета             | 2005/06 - 5 | Рупольдінг       |
| 13 | 2       | естафета             | 2008/09 - 2 | Гохфільцен       |
| 14 | 2       | мас-старт            | 2009/10 - 8 | Осло             |

| №  | Позиція | Дисципліна           | Етап        | Місце проведення |
| -- | ------- | -------------------- | ----------- | ---------------- |
| 15 | 2       | естафета             | 2010/11 - 2 | Гохфільцен       |
| 16 | 3       | естафета             | 2004/05 - 5 | Рупольдінг       |
| 17 | 3       | мас-старт            | 2006/07 - 5 | Рупольдінг       |
| 18 | 3       | естафета             | 2008/09 - 5 | Рупольдінг       |
| 19 | 3       | спринт               | 2008/09 - 7 | Ванкувер         |
| 20 | 3       | спринт               | 2008/09 - 9 | Ханти-Мансійськ  |
| 21 | 3       | гонка переслідування | 2008/09 - 9 | Ханти-Мансійськ  |
| 22 | 3       | індивідуальна гонка  | 2009/10 - 1 | Естерсунд        |
| 23 | 3       | естафета             | 2009/10 - 1 | Естерсунд        |
| 24 | 3       | спринт               | 2009/10 - 8 | Осло             |
| 25 | 3       | спринт               | 2012/13 - 1 | Рупольдінг       |
| 26 | 3       | естафета             | 2012/13 - 5 | Естерсунд        |
| 27 | 3       | естафета             | 2012/13 - 6 | Антхольц         |
| 28 | 3       | естафета             | 2012/13 - 3 | Ансі             |

## Загальний залік в Кубку світу
- 2000-2001 — 58-е місце (41 очко)
- 2001-2002 — 18-е місце (311 очок)
- 2002-2003 — 15-е місце (340 очок)
- 2003-2004 — 40-е місце (108 очок)
- 2004-2005 — 47-е місце (65 очок)
- 2005-2006 — 16-е місце (372 очки)
- 2006-2007 — 9-е місце (552 очки)
- 2007—2008 — 32-е місце (159 очок)
- 2008—2009 — 6-е місце (759 очок)
- 2009—2010 — -е місце (813 очок)
- 2010—2011 — 8-е місце (594 очки)
- 2011—2012 — 35-е місце (252 очки)
- 2012—2013 — 34-е місце (248 очок)

## Статистика стрільби
| № п/п | Сезон     | Загальна        | Індивідуальна гонка | Спринт         | Гонка переслідування | Мас-старт      | Естафета      |
| ----- | --------- | --------------- | ------------------- | -------------- | -------------------- | -------------- | ------------- |
| 1     | 2000-2001 | 63,1%(101/160)  | 0,0% (0/0)          | 63,3% (38/60)  | 68,3% (41/60)        | 0,0% (0/0)     | 55,0% (22/40) |
| 2     | 2001-2002 | 81,0% (282/348) | 80,0% (48/60)       | 80,0% (56/70)  | 79,0% (79/100)       | 83,3% (50/60)  | 84,5% (49/58) |
| 3     | 2002-2003 | 83,5% (354/424) | 86,7% (52/60)       | 87,5% (70/80)  | 85,0% (102/120)      | 76,3% (61/80)  | 82,1% (69/84) |
| 4     | 2003-2004 | 77,7% (233/300) | 81,7% (49/60)       | 72,5% (58/80)  | 81,0% (81/100)       | 75,0% (15/20)  | 75,0% (30/40) |
| 5     | 2004-2005 | 83,5% (243/291) | 76,7% (46/60)       | 77,5% (62/80)  | 88,0% (88/100)       | 85,0% (17/20)  | 96,8% (30/31) |
| 6     | 2005-2006 | 84,4%(346/410)  | 85,0% (34/40)       | 81,1% (73/90)  | 87,1% (122/140)      | 83,8% (67/80)  | 83,3% (50/60) |
| 7     | 2006-2007 | 86,5% (415/480) | 91,3% (73/80)       | 82,0% (82/100) | 85,7% (120/140)      | 90,0% (90/100) | 83,3% (50/60) |
| 8     | 2007-2008 | 79,9% (283/354) | 85,0% (34/40)       | 75,0% (60/80)  | 86,7% (104/120)      | 76,7% (46/60)  | 72,2% (39/54) |
| 9     | 2008-2009 | 85,9% (396/461) | 87,5% (70/80)       | 94,4% (85/90)  | 82,5% (99/120)       | 82,0% (82/100) | 84,5% (60/71) |
| 10    | 2009-2010 | 83,1% (359/432) | 88,8% (71/80)       | 76,0% (76/100) | 86,0% (86/100)       | 87,0% (87/100) | 75,0% (39/52) |
| 11    | 2010-2011 | 85,4% (340/398) | 90,0% (54/60)       | 86,7% (78/90)  | 85,0% (85/100)       | 84,0% (84/100) | 81,3% (39/48) |
| 12    | 2011-2012 | 83,7% (282/337) | 80,0% (48/60)       | 81,1% (73/90)  | 86,7% (104/120)      | 90,0% (18/20)  | 83,0% (39/47) |
| 13    | 2012-2013 | 86,0% (208/242) | 95,0% (38/40)       | 86,7% (52/60)  | 85,0% (51/60)        | 85,0% (17/20)  | 80,6% (50/62) |